# جون ميلز
جون ميلز (بالإنجليزية: John Mills)‏ (و. 1908 – 2005 م) هو كاتب سير ذاتية، وممثل تعبيري، وممثل مسرحي، وممثل أفلام، من المملكة المتحدة، توفي في باكينغهامشير، عن عمر يناهز 97 عاماً.

## الخدمة العسكرية
خدم في الجيش البريطاني.

## جوائز وترشيحات
حصل على جوائز منها:
- جائزة الأوسكار لأفضل ممثل مساعد، عن عمل: ابنة رايان (1970)
- قائد وسام الامبراطورية البريطانية.

ترشح لـ:
- جائزة توني لأفضل ممثل في مسرحية  [لغات أخرى]‏ (1962)
- جائزة الأوسكار لأفضل ممثل مساعد، عن عمل: ابنة رايان.

## وصلات خارجية
- جون ميلز على موقع IMDb (الإنجليزية)
- جون ميلز على موقع الموسوعة البريطانية (الإنجليزية)
- جون ميلز على موقع مونزينجر (الألمانية)
- جون ميلز على موقع ألو سيني (الفرنسية)
- جون ميلز على موقع ميوزك برينز (الإنجليزية)
- جون ميلز على موقع تيرنر كلاسيك موفيز (الإنجليزية)
- جون ميلز على موقع أول موفي (الإنجليزية)
- جون ميلز على موقع قاعدة بيانات برودواي على الإنترنت (الإنجليزية)
- جون ميلز على موقع قاعدة بيانات برودواي على الإنترنت (الإنجليزية)
- جون ميلز على موقع قاعدة بيانات الأفلام السويدية (السويدية)